# Червона зоря (роман)
«Червона зоря» — роман-утопія про Марс Олександра Богданова. Вперше опубліковано в петербурзькому видавництві «Товариство художників друку» 1908 року, перевидавався у 1918 та 1929 роках. Український переклад вийшов друком в українсько-американському видавництві «Космос» (Берлін) 1922 року. Роман вважається однією з останніх класичних утопій.
Богданов належав до найактивніших членів соціал-демократичної партії в Росії (від 1896 року), був одним з лідерів першої російської революції, і писав романи як популярний виклад своїх філософських та політичних поглядів.

## Сюжет
У розпал революції до революціонера Леоніда приходить неблизько знайомий йому товариш по партії дивного вигляду і пропонує подорож на Марс. Виявляється, цей товариш — марсіанин, один з групи, яка деякий час перебуває на Землі з метою вивчення можливості отримання необхідних для їхньої цивілізації енергетичних ресурсів.
Марсіанин переконує Леоніда в правдивості своїх слів, показавши свій справжній вигляд, до того приховуваний за допомогою ретельно зробленої маски (головна відмінність марсіан — величезні очі, необхідні в умовах марсіанської малої освітленості, на широкій верхній частині обличчя, і вузька нижня) та продемонструвавши деякі досягнення іншопланетної науки.
В апараті, що використовує для відриву від Землі принцип антигравітації, а для руху — енергію, що отримується з радіоактивних елементів, герой, разом з марсіанським екіпажем, вирушає на Марс. Вже на космічному апараті Леонід починає ознайомлюватися з досягненнями науки, мовою та соціальним устроєм Марса. Господарі люб'язно все йому показують і пояснюють. Землянин відвідує різні міста, заклади та підприємства Марса.
Соціальний устрій на Марсі — комунізм. Всі працюють свідомо, переходячи з одного підприємства на інше в міру потреби в тому чи іншому продукті. На планеті панує повна статева рівноправність, відсутність класів, вільні сексуальні стосунки, немає приватної власності тощо.
Леоніда переважно супроводжує один з членів екіпажу космічного корабля — Нетті, яка виявляється жінкою (що було непомітно, позаяк немає різниці між чоловіками та жінками ні в одязі, ні в спілкуванні, ні в іменах). У героя виникає з нею роман.
Зрештою герой дізнається, що марсіанське суспільство обговорює проблему нестачі енергетичних ресурсів — радіоактивних матеріалів, які в достатку є на Землі. Одна зі сторін обговорення пропонує для цього колонізувати Землю, але, позаяк земне людство, в силу його егоїстичності, не віддасть ресурсів добровільно, передбачається повністю його знищити. Інша сторона пропонує освоїти Венеру, де радіоактивних матеріалів ще більше, але через дуже важкі природні умови їх розробка є дуже ризикованою. З'ясовується, що найавторитетнішим прихильником знищення земного людства є ще один член експедиції на Землю — Стерні. Менні та Нетті — проти цього плану.
Леонід спостерігає обговорення проблеми Землі. Після суперечок Нетті пропонує, як альтернативу, експедицію на Венеру.
Психічний стан Леоніда, пригніченого тугою за Землею, погіршується, він зустрічається зі Стерні, і, сперечаючись із ним, в нестямі вбиває опонента.
Подальші події герой пам'ятає невиразно: його не заарештовують, але лікують, а потім відправляють на Землю. Незабаром він приходить до тями в психіатричній лікарні, що належить його товаришеві по партії — Вернеру. Революція в Росії на той час зазнала поразки.
Леонід збирається тікати з лікарні. Готуючись до втечі, він записує свої спогади про Марс, щоб залишити їх Вернеру.
Закінчується роман листом лікаря Вернера «літератору Мирському», в якому він розповідає про те, як, після успішного для революціонерів бою, в його лікарню, перетворену на шпиталь, приносять пораненого Леоніда. Незабаром його відвідує Нетті і забирає до себе на квартиру. Відвідавши цю квартиру через деякий час, Вернер не знаходить там ані Нетті, ані Леоніда, а лише прощальну записку від них. Далі лікар пише про успішний хід революції і надії на її швидку перемогу.

## Персонажі
- Леонід (Ленні, як його називають марсіани) — головний герой, соціал-демократ;
- Ганна Миколаївна — подруга Леоніда на початку книги, революціонерка;
- Менні — марсіанський космонавт, авторитетний науковець;
- Нетті — марсіанська жінка-космонавт, лікарка та науковиця, стає подругою Леоніда на Марсі;
- Стерні — марсіанський космонавт, математик, колишній чоловік Нетті;
- Летта — літній марсіанський космонавт, гине на космічному кораблі по дорозі до Марса, під час невдалого хімічного досліду;
- Енно — марсіанська космонавтка, астрономка, подруга Нетті, колишня дружина Менні;
- Нелла — вихователька, мати Нетті;
- Вернер — лікар, голова психіатричної лікарні, де перебуває Леонід після повернення на Землю, революціонер;
- Володимир — пацієнт лікарні Вернера, робітник, допомагає Леоніду готувати втечу з неї.

## Науково-технічні досягнення марсіан/передбачення Богданова
Оскільки, на думку Богданова, існують об'єктивні закони розвитку життя та суспільства, то суспільство розвивається одним шляхом, де б це не відбувалось. Життя та людство на Марсі виникли раніше, ніж на Землі, тому марсіани перебувають на вищій стадії розвитку, ніж земне людство. Таким чином, їхні наукові та технічні досягнення — це майбутні досягнення цивілізації Землі:
- Космічні подорожі
- Реактивні двигуни
- Використання ядерної енергії
- Телебачення
- Стереоскопічне телебачення
- Комп'ютери
- Автоматизація виробництва
- Синтетичні матеріали
- Переливання крові

В описі космічної подорожі Богданов передбачає поступові розгін та гальмування, невагомість за відсутності прискорення та за малого прискорення, також автор описує будову космічного корабля — «етеронефа».

## Продовження роману
Роман О. Богданова «Інженер Менні [Архівовано 12 березня 2021 у Wayback Machine.]» (1913) є продовженням його утопії «Червона зоря». Герой роману Леонід викладає передісторію зародження комуністичного руху на Марсі під час будівництва Великих каналів.
Роман «Інженер Менні» популяризує наукові ідеї О. Богданова про «організаційну» науку, викладені ним пізніше в праці «Тектологія» (1913—1922). Роман та викладені в ньому філософські погляди Богданова на процес розвитку суспільства зазнали жорсткої критики з боку Леніна, і, після початку 1929 року процесів за фракціями, роман не перевидавався. Лише через 60 років видано скорочений варіант роману.

## Післямова 1923 року
Написано для видання грузинського перекладу «Червоної зорі». Богданов викладає, «які нові ознаки намітилися за цей час стосовно можливих форм життя майбутнього суспільства». Він виділяє 3 «передбачення»: про використання внутрішньоатомної енергії, саморегульованих механізмів (приклад — торпеда) у виробництві, універсально-організаційної науки.